# Carl Föhl
Carl Föhl (* 2. August 1901 in Krefeld; † 19. Februar 1973 in Koblenz) war ein Volkswirt mit Ingenieurausbildung, späterer Tätigkeit in der betrieblichen Praxis und Lehrstuhlinhaber an der Freien Universität Berlin.
Er war ein bedeutender Vertreter des deutschen Neokeynesianismus und gilt als Begründer der modernen kreislauf-, konjunktur- und verteilungstheoretischen Forschung.

## Leben
Föhl absolvierte ein Maschinenbaustudium an der Technischen Hochschule Karlsruhe und war seitdem Mitglied der Karlsruher Burschenschaft Arminia. Später war er Ingenieur in Berlin und Stockholm. Von 1929 bis 1935 war er zunächst Geschäftsführer der Ruths GmbH in Berlin, dann Chefingenieur der Ruths International in New York.
1930 promovierte er über ein Thema aus der Elektrotechnik zum Dr.-Ing. an der TU Berlin und 1937 zum Dr. der Wirtschaftswissenschaften an der Wirtschafts-Hochschule Berlin. Carl Föhls Dissertation „Geldschöpfung und Wirtschaftskreislauf“ wird von Joseph Schumpeter mit der Kreislauftheorie von John Maynard Keynes verglichen.
Im Jahre 1953 stellte er eine vieldiskutierte Hypothese auf, die unter Umständen eine völlige Steuerüberwälzung der Gewinnsteuern durch Unternehmen auf die Konsumenten (Vorwälzung) zulässt, die als  Steuerparadoxon Eingang in die Fachliteratur gefunden hat. Prämissen sind gleichbleibende Investitionsausgaben und ein vollkommen elastischer Kapitalmarkt.
Ab 1954 Honorarprofessor war Föhl an der Universität Tübingen. Von 1961 bis 1970 war er Professor für Volkswirtschaftslehre und Leiter des Instituts für Theorie der Wirtschaftspolitik an der Freien Universität Berlin.
Carl Föhl war Mitglied des Vereins Deutscher Ingenieure (VDI) mit der Mitgliedsnummer 351090. Dieser hatte ihn 1939 mit dem VDI-Ehrenring ausgezeichnet.

## Beiträge zur Volkswirtschaftslehre

### Flussbild-Darstellungen
Er wandte die Flussbild-Darstellungen aus dem Ingenieurwesen an für die Darstellung des Wirtschaftskreislaufes. Den Informationsfluss im volkswirtschaftlichen Kreislaufschema stellte er in seinen Vorlesungsunterlagen durch Linien zwischen den Sektoren mit Verzweigungen und mit additiven, subtraktiven, proportionalen, multiplikativen und integrativen „Schaltstellen“ dar. Außerdem benutzte er Time-Lags und Rückkoppelungen bei der Darstellung der Verhaltensweise der Sektoren Unternehmen, Privathaushalt, Staat und Ausland.

### Erlös-Diagramm
Mit Hilfe des „Erlösdiagramms“, in dem die Höhe der Erlöse und Kosten pro Arbeitsstunde absteigend nach Unternehmen angeordnet sind, verdeutlichte er die Position des „Grenzanbieters“ und wie von Unternehmen in Abhängigkeit von der Arbeitsproduktivität entsprechend dem „Gewinngefälle“ Produkte angeboten und Arbeitskräfte nachgefragt werden.

## Werke
- Carl Föhl: Geldschöpfung und Wirtschaftskreislauf. 1. Auflage. München und Leipzig 1937. 2. Auflage. Berlin 1955.
- Carl Föhl: Kreislaufanalytische Untersuchung der Vermögensbildung in der Bundesrepublik und Beeinflußbarkeit ihrer Verteilung. Gutachten erstellt im Auftrag des Bundeswirtschaftsministeriums. Institut für Angewandte Wirtschaftsforschung. Schriftenreihe Band 2. J. C. B. Mohr, Tübingen 1964.
- Carl Föhl/Manfred Hennies: Vermögensbildung in Arbeitnehmerhand . Schriftenreihe 'Politik in unserer Zeit', Band 2, Pfullingen 1966.
- Darüber hinaus: Zahlreiche Aufsätze in namhaften Zeitschriften.